# Fontana della Regina Vittoria
La fontana della Regina Vittoria è una fontana storica di Firenze, realizzata tra il 1897 e il 1900 in onore della regina Vittoria d'Inghilterra e collocata in piazza Vittorio Veneto, nei pressi dell'imbocco del parco delle Cascine.

## Storia e descrizione
La fontana fu realizzata tra il 1897 e il 1900 (anno della sua inaugurazione ufficiale), in occasione del sessantesimo anno di regno della regina Vittoria d'Inghilterra e per ricordare le visite fatte dalla sovrana nella città. Promossa dalla comunità britannica fiorentina fu progettata dall'ingegnere Lorenzo Priuli Bon, e realizzata in marmo rosso di Verona dal laboratorio Pellegrini di Verona, quindi consegnata dal comitato promotore al Comune di Firenze. 
In ragione di una identificazione assi corrente al tempo tra cultura anglosassone e stile gotico, la fontana fu disegnata con una chiara connotazione neogotica che si esplica nell'utilizzo di colonnine tortili e nella ripetizione di archetti acuti impiegati quali motivi decorativi. "Il pilastro centrale, da cui si dipartono ad una certa altezza le tre vasche poligonali sorrette da colonnini, poggia sulla base di tre gradini sagomati a trifoglio. La fontana si presenta oggi mancante del settore superiore dello stelo centrale (a sezione triangolare e recante sulle facce delle iscrizioni latine), in origine ornato di colonnine tortili e sormontato da una corona in bronzo". 
L'asportazione degli ornamenti metallici (che si estendevano ben oltre la corona indicata) è da far risalire agli anni della prima guerra mondiale, come denunciato da Carlo Papini sulle pagine di "Arte e Storia" del 1919: "In Piazza degli Zuavi, la colonia inglese, a ricordo della permanenza in Firenze dell'amata Regina Vittoria, volle eretta una modesta ma utile fontana, con ornamenti in bronzo e quattro mascheroni da cui l'acqua zampillava per ricadere nella sottostante vasca. Non solo furono divelti tali ornamenti, ma anche gli altri ornamenti metallici, e furono ostruite le bocche d'acqua, per modo che la fontana è ora ridotta ad un arido ed inutile ingombro".
Tuttora la fontana, collocata in una posizione assai defilata tra la carreggiata e il parcheggio, è in attesa di un restauro e di una sua nuova valorizzazione, anche col ripristino della fonte.